# Last Rites
Last Rites es el séptimo álbum publicado por la banda de heavy metal Pentagram en 2011. Lanzado para celebrar el 40 aniversario de la banda, originalmente iba a ser llamado "Last Rites of the Setting Sun", pero al considerar que era un título demasiado largo, lo acortaron simplemente a "Last Rites".
El álbum estaba previsto para ser grabado con los miembros originales supervivientes de Pentagram (Geof O'Keefe y Greg Mayne) con la ayuda de Phil Anselmo y su disquera Housecore Records, pero ante la negativa de ambos exmiembros, Bobby Liebling finalmente decidió grabarlo junto al baterista Tim Tomaselli, el bajista Greg Turley y su colega por más de 30 años Victor Griffin (tío de Turley) bajo el renombrado sello Metal Blade Records.
El álbum (como es de su costumbre) cuenta con temas tanto nuevos como en su mayoría clásicos escritos en la década de los 70, tales como "Into the Ground" y "Nothing Left", los cuales originalmente fueron publicados como bootlegs en el disco "Nothing Left" de 1970 de Stone Bunny (banda de Liebling y O'Keefe antes de formar a Pentagram).

## Lista de canciones
Todas las canciones escritas y compuestas por Liebling, Griffin, O'Keefe y Turley. 
| N.º | Título                          | Duración |  |
| 1.  | «Treat Me Right»                | 02:32    |  |
| 2.  | «Call the Man»                  | 03:49    |  |
| 3.  | «Into the Ground»               | 04:21    |  |
| 4.  | «8»                             | 05:01    |  |
| 5.  | «Everything's Turning to Night» | 03:18    |  |
| 6.  | «Windmills and Chimes»          | 04:32    |  |
| 7.  | «American Dream»                | 04:32    |  |
| 8.  | «Walk in the Blue Light»        | 04:59    |  |
| 9.  | «Horseman»                      | 03:38    |  |
| 10. | «Death in 1st Person»           | 04:01    |  |
| 11. | «Nothing Left»                  | 03:36    |  |
| 12. | «All Your Sins - Reprise»       | 00:57    |  |

## Integrantes
- Bobby Liebling - voz
- Victor Griffin - guitarra, voz (track 7)
- Greg Turley - bajo
- Tim Tomaselli - batería

- Datos: Q6494615